# Vuku
Vuku är en tätort i Verdals kommun i Trøndelag fylke i mellersta Norge. Orten är beläget vid Verdalsälven, cirka 15 kilometer från kommunens centralort Verdalsøra. I januari 2009 hade orten 210 invånare. 
Vuku kyrka är en långkyrka i trä från 1654. Kyrkan restaurerades senast år 1953. Det finns takmålningar av Erik af Valne. 